# 兵庫県立播磨中央公園
兵庫県立播磨中央公園（ひょうごけんりつはりまちゅうおうこうえん）は兵庫県加東市にある都市公園（広域公園）である。愛称は「はりちゅう」。1978年（昭和53年）8月5日に開園した。総面積は181.7 haで、都市公園として県下最大級である。
林間に大小の池が散在する自然豊かな五峰山山麓の丘陵地帯に広がる。
自然を残しつつ、新たに桜や紅葉など花木や草花が植栽されて、四季を通じて花と自然を楽しむことができるように整備されている。

## 施設
フラワーゾーン
- 桜の園 - 約1,000本のソメイヨシノが植栽されている。
- ばら園 - 95種2,500株のバラが植栽されている。
- 四季の庭 - 季節ごとに様々な植物が楽しめる、変化に富んだ自然の地形を生かした庭園。映画『鋼の錬金術師』のロケ地にもなったラクウショウの並木道（ファンタジーロード）もここにある。ファンタジーロードは、新緑と紅葉の時期が美しい。

子どもの森ゾーン
大型斜面遊具「風のとりで」をはじめ、ドラゴンロード、木製砦、波打ち丸太、ターザンロープ、崩れ丸太、長〜いブランコなどがある。
中央広場ゾーン
- 野外ステージ - 最大約15,000人収容の大型屋外ステージ。かつては「たきのローンステージ」と呼ばれ、著名なロックバンドなどのコンサートも開催されたが、近年は利用頻度が低下し老朽化が進んだため使用停止。2022年（令和4年）5月現在は解体工事中である。

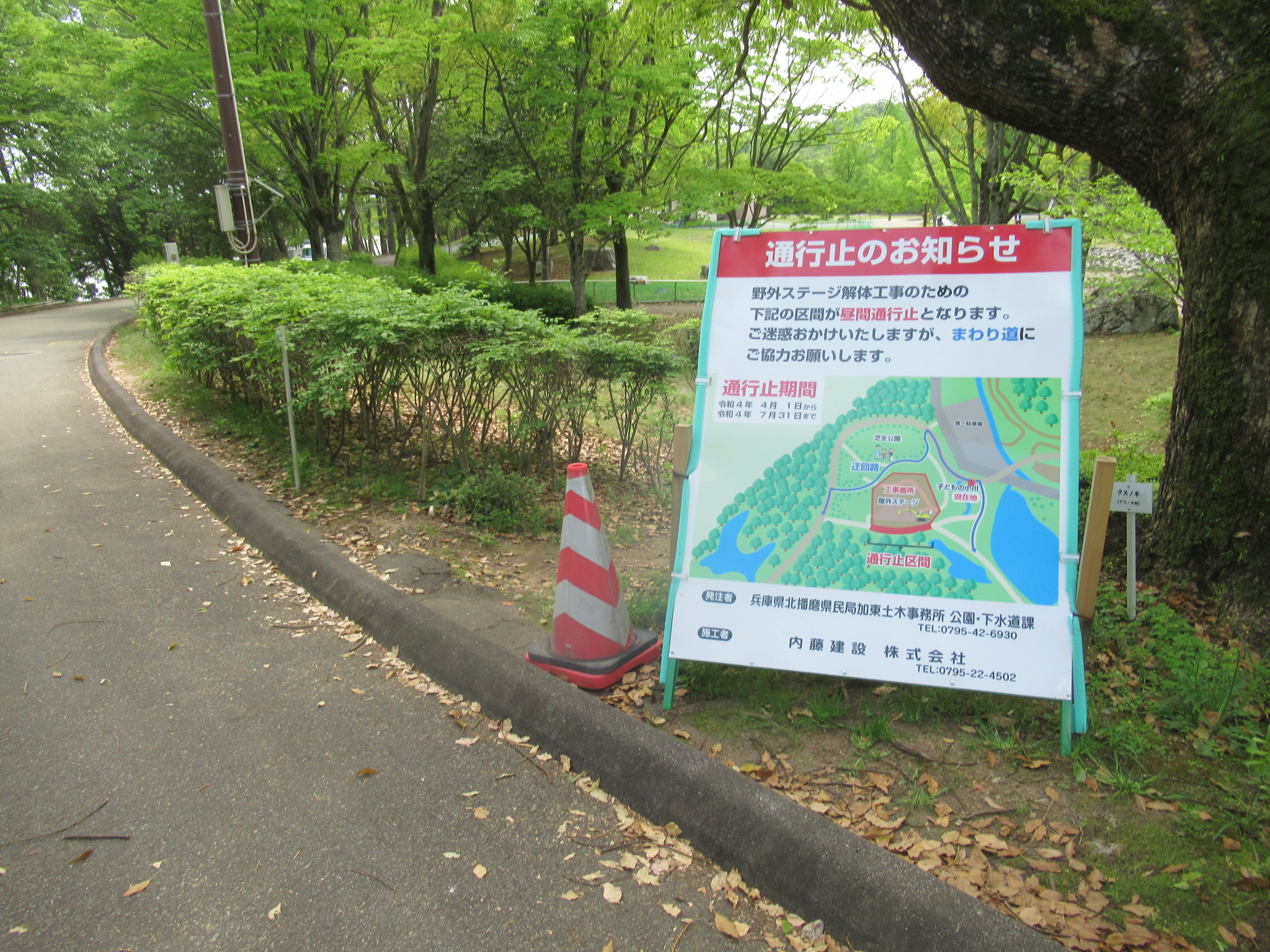
園内にある野外ステージの解体工事に関する看板
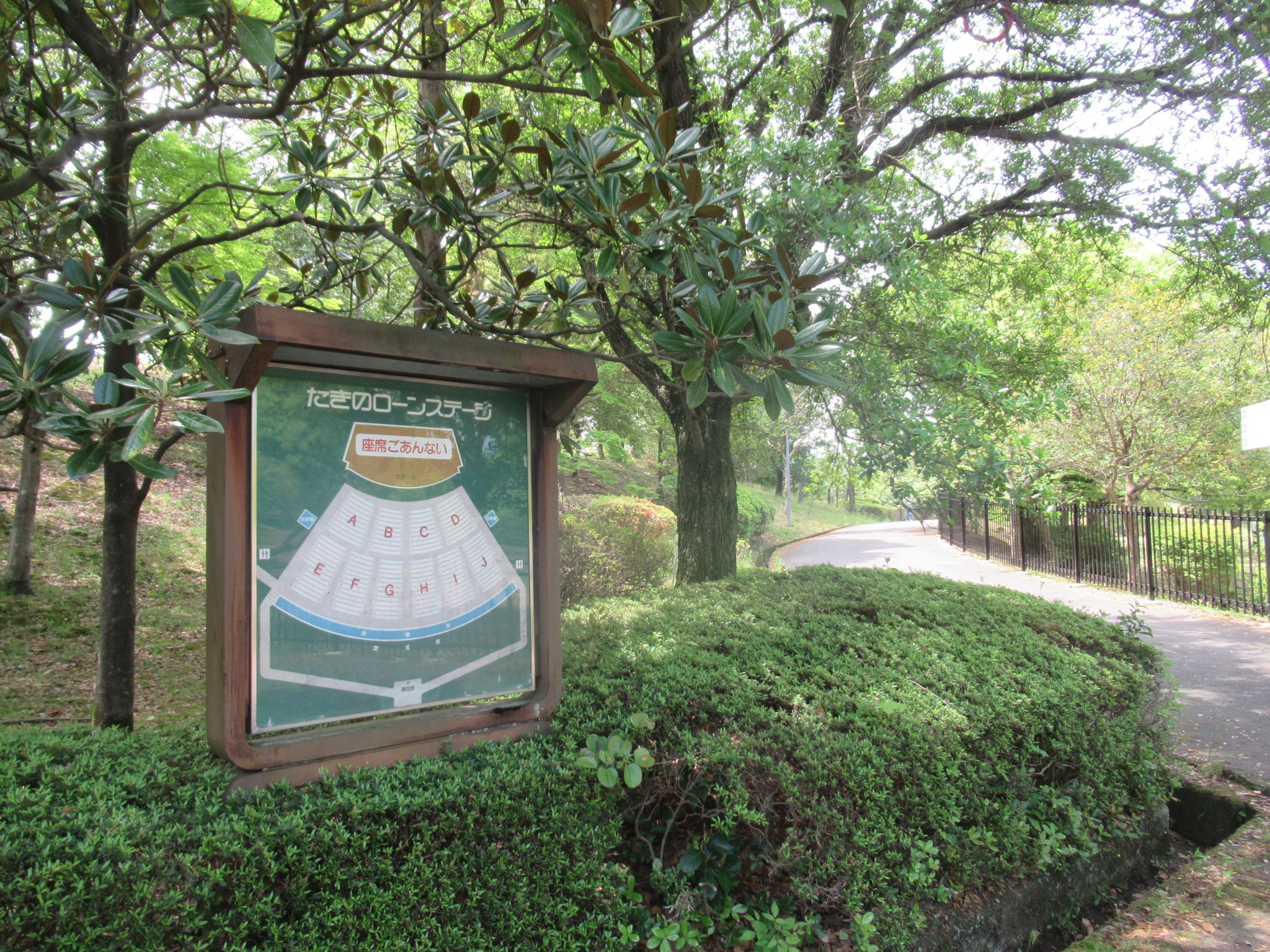
園内にある「たきのローンステージ」時代の座席案内図

- 芝生広場 - 芝生広場3か所の面積は合計3.5 ha。芝生の上でお弁当を広げたり、寝転んだり、走り回ったり、遊んだり、大人も子供も楽しめる広々スペース。公園の人気スポットの一つ。
- 子どもの小川 - 長さ160 m、水深5 - 15 cmである人工の小川。3月下旬から11月下旬までは水が流れる。夏の水遊びに最適。

水辺ゾーン
園内に10か所あるため池のうち4つが集まっているエリア。
ふじいでんこうさいくるらんど
- サイクリング車 - 起伏に富んだ全長約3 kmの専用コースを走る。自転車は200台以上、サイズは14 - 27インチまで。補助輪付き自転車や練習をする場合はコース不可で、自転車練習場（ちびっこ広場）を利用する。ヘルメットあり。
- おもしろ自転車 - 1 - 6人で乗ることができる変わり種自転車。82種140台以上あり[4]。
- インラインスケート - 車輪が縦一列に並んだローラースケート。サイズは18 - 30 cm。靴下着用必須。レンタルは靴、ヘルメットと肘・膝・甲のプロテクターが含まれる。自分のスケート持参も可。
- バッテリーカー - 幼児用の電動乗り物。100円硬貨を入れて動く。種類によって料金は異なる（100 - 200円）。

自然散策ゾーン
- 皇太子殿下御成婚記念広場

スポーツゾーン
- 野球場 - 軟式専用
- 球技場 - サッカー、ソフトボールなど
- アーチェリー場

いしぶみの丘
兵庫県の文化振興に功績のあった33名の兵庫県文化賞受賞者が自由な発想で、自費により石碑を製作、設置。

## 播磨中央公園の四季

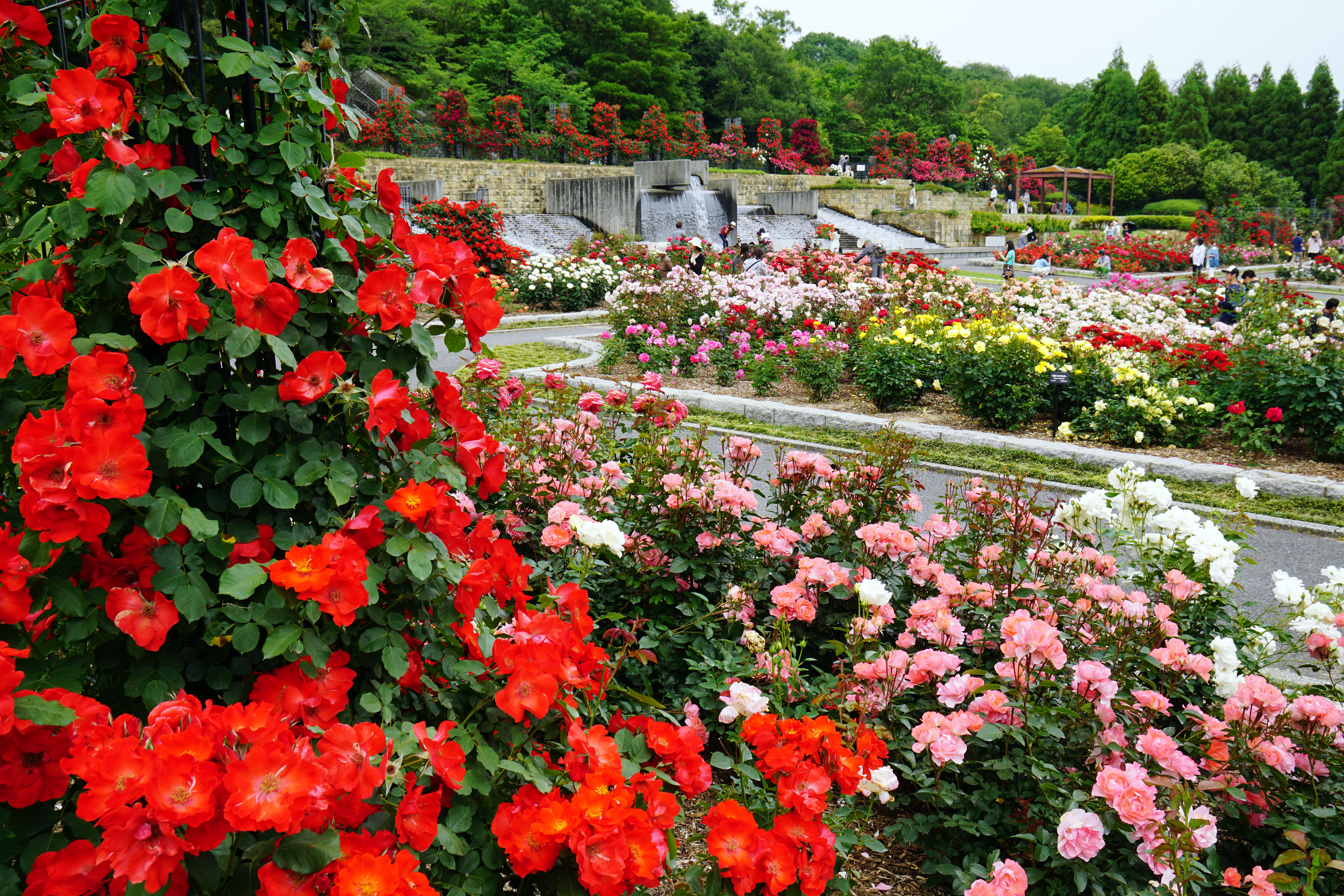
5月下旬、バラ祭り
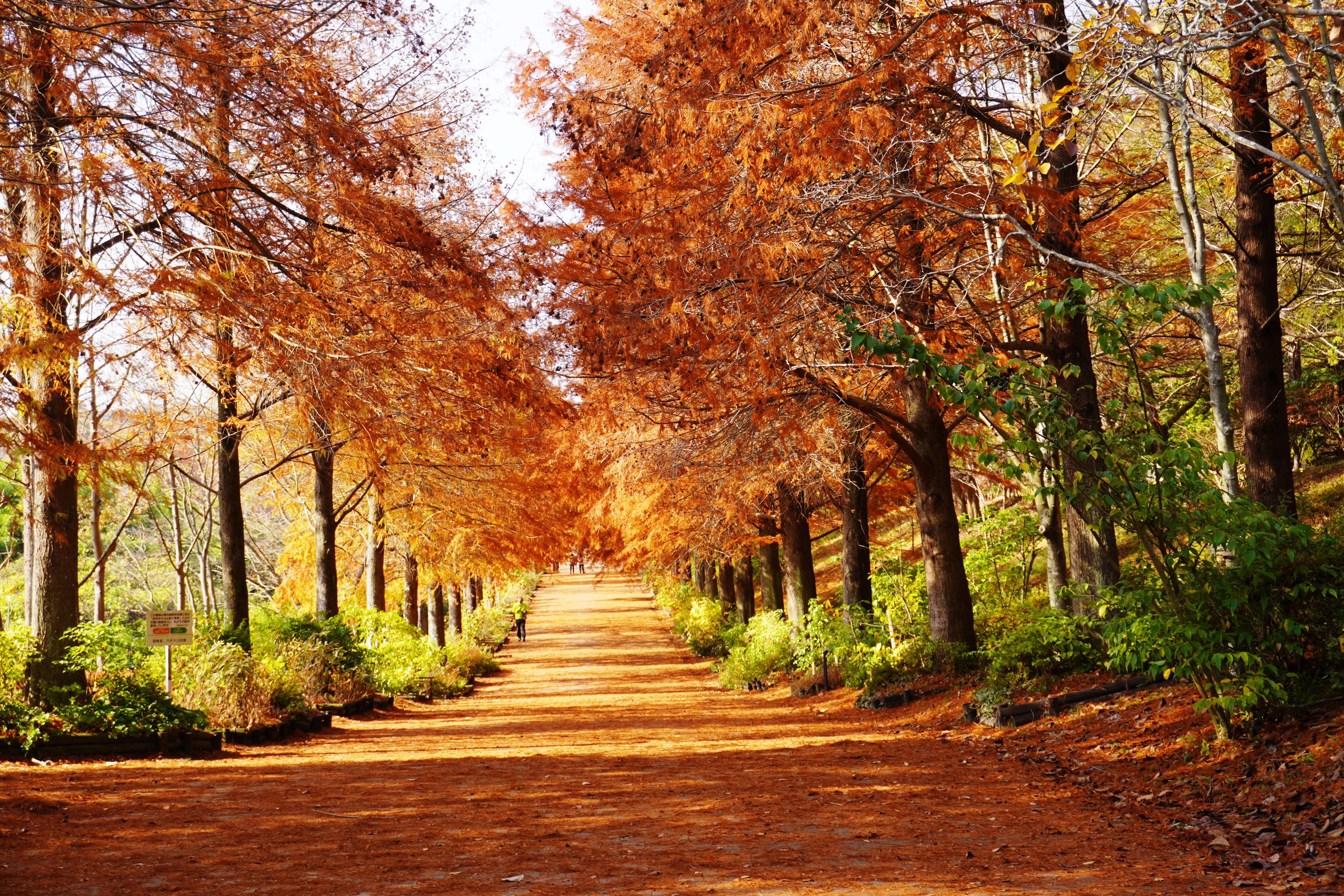
11月、ラクウショウの紅葉

## 交通アクセス
- JR加古川線 滝野駅 徒歩20分
- JR神戸線三ノ宮駅または阪急神戸線神戸三宮駅、阪神本線神戸三宮駅、神戸市営地下鉄三宮駅から神姫バス「西脇行き」の急行バスで90分、滝野町農協前バス停下車 徒歩20分

## 周辺情報
- 加東市地域交流センター（隣接：旧滝野文化会館）
- 加古川流域滝野歴史民俗資料館（隣接）
- 加東市滝野図書館（隣接）
- 加東市滝野公民館（滝野情報交流館）（隣接）
- 旧加東市役所滝野庁舎（隣接）
- 光明寺（五峰山山頂）
- 滝野温泉ぽかぽ

## 備考
- 1975年（昭和50年）に旧滝野町は国鉄から国鉄C56形蒸気機関車 (C56 135) を借り受け、その後公園内で同機が静態保存されていた[5]。同機自体は加東市が管理していた。老朽化のため、2021年（令和3年）に一旦撤去する方針が打ち出されていた。しかし、大井川鐵道から譲渡の申し入れがあったため、2022年（令和4年）2月10日に搬出された[5]。同年5月現在、撤去跡地は更地になっている。
- 開園から40年以上が経過し老朽化の激しい箇所もあるため、2021年（令和3年）にリノベーション計画が策定され[6]、公園内の各所で順次工事が進められている。